# 觀音寺站 (香川縣)
观音寺站（日语：／ Kanonji eki */?）是位於日本香川縣觀音寺市，隸屬於四國旅客鐵道（JR四國）的鐵路車站，車站編號為Y19。本站為觀音寺市的代表站，停靠各種等級的列車。過去直通本州的普通列車曾以本站為起點站，2019年时刻表改正后便停止濑户大桥线的普通列车运行。本站為全JR四國車站中最多人次的20個車站之一，2013年度排名第12位。
在JR四國的官方羅馬拼音站名上，用上「-」分隔了「觀」和「音」的拼法，以免將「かんおん」（Ka-n-o-n）錯誤讀成「かのん」（Ka-no-n）。
本站的副站名為「沙灘上有錢幣外形的站」，指的是位於市內琴彈公園內著名的沙繪「錢形沙繪」。車站外的廣場同樣也有展示一座以大半個球體為主體，削面上刻有代表觀音寺市的「寛永通寶」圖案。

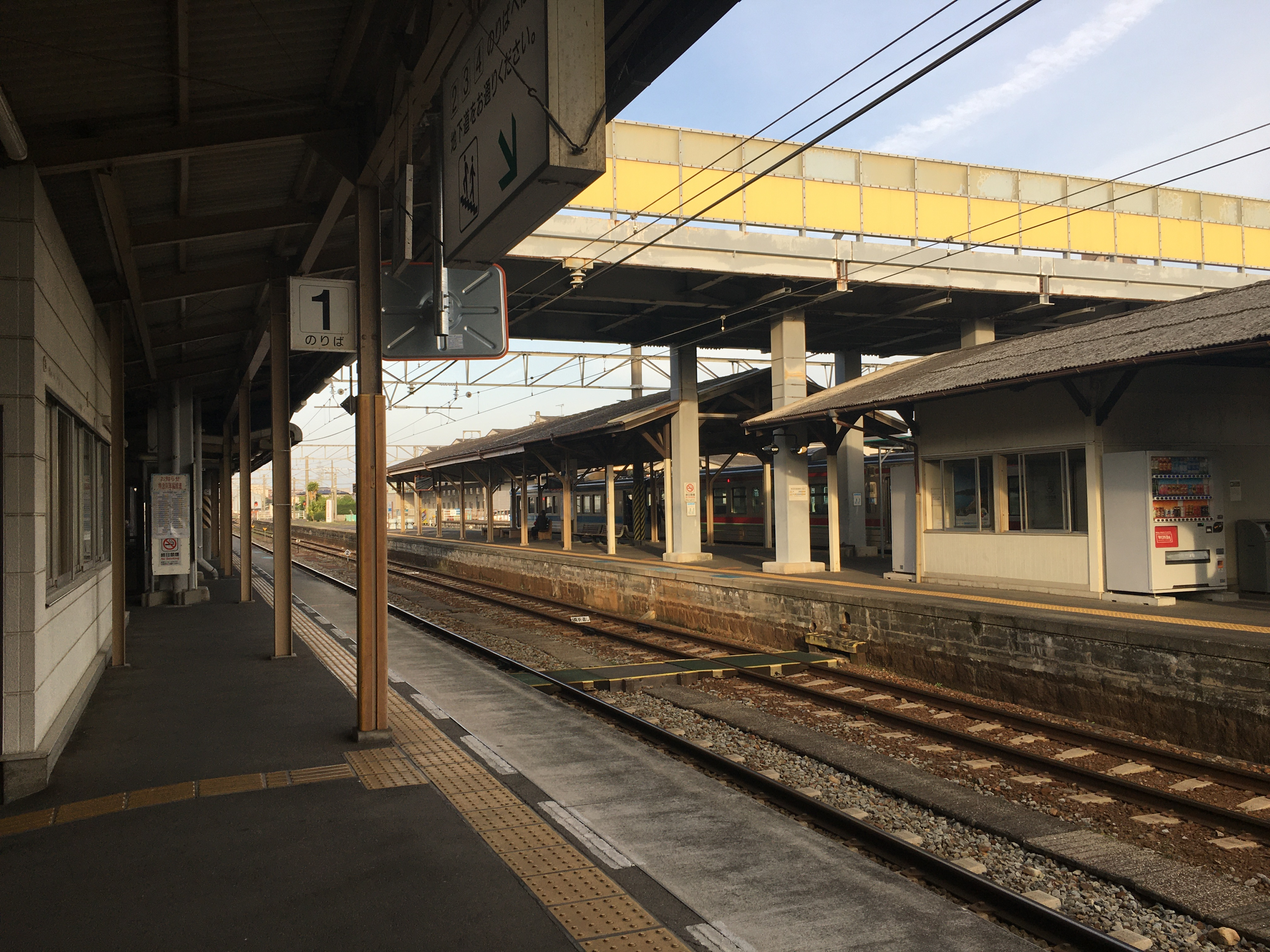
月台(2021年3月)

## 車站構造
本站由相連的三座建築物所結合而成。位於中間的是兩層樓高的站房，由水泥及鋼筋建成。地下為車站大堂、售票處、站務室、便利店及JR四國屬下的旅遊中心Warp Plaza；二樓全層及右邊相鄰的另一座兩層建築物皆為其他業務用途（包括車務員休息室）。左邊的單層建築，現時則由JR四國另一間子公司—麵包店Willie Winkle進駐。
站內設有側式月台2個和島式月台1個，共提供3面4線的配置。當中1號月台為經翻新的月台，能容納9輛長度的列車，因此成為了上、下行特急列車的停車月台。2、3號月台主要為普通列車及少部份特急列車使用。由於本站是其中一個區間車的分段終站，因此不同路段的區間車停靠在島式月台，以方便乘客能直接轉車。有效長度則為8輛。至於4號月台則為輔助月台，部份普通列車由此開出，有效長度較短，只有5輛長度。它與2號月台皆被用作晚上列車留置之用。
月台之間採用地下通道來連結，而非一般以行人天橋連接，乘客如需前往2、3、4號月台，均需要由1號月台往豐濱站方向的一端沿樓梯下行至地下通道。

## 月台配置
| 月台 | 路線    | 方向 | 目的地                             | 備註              |
| ---- | ------- | ---- | ---------------------------------- | ----------------- |
| 1－4 | ■予讚線 | 上行 | 多度津、高松、岡山方向             | 特急主要在1號月台 |
| 1－4 | ■予讚線 | 下行 | 新居濱、伊予西條、松山、宇和島方向 | 特急主要在1號月台 |

## 歷史
- 1913年12月21日：開業。
- 1987年4月1日：日本國鐵分割民營化，車站的營運由JR四國繼承。
- 2020年3月：將增設對應ICOCA及其他日本全國互相通用IC卡的簡易讀寫器[5]。

## 使用人數
| 乗車人員推算 | 乗車人員推算 |
| 年度         | 1日平均人數  |
| ------------ | ------------ |
| 2008         | 1,778        |
| 2009         | 1,635        |
| 2010         | 1,569        |
| 2011         | 1,511        |
| 2012         | 1,495        |
| 2013         | 1,602        |
| 2014         | 1,539        |
| 2015         | 1,559        |

## 相鄰車站
四國旅客鐵道（JR四國）
■予讚線
- 特急「潮風」「石槌」「Midnight EXP高松」「Morning EXP高松」、臨時寢台特急「日出瀨戶」停靠站

■快速「Sunport」、■普通
本山（Y18）－觀音寺（Y19）－豐濱（Y20）

## 外部連結
- JR四國：觀音寺公式網站。（日語）